# XeTeX
XeTeX (английское произношение «зи-тех», то есть ˈziːtɛx или ˈziːtɛk) — TeX-образная система вёрстки.
Поддерживает современные шрифты, например OpenType и AAT.
Создана Джонатаном Кью (Jonathan Kew) под лицензией X11, в настоящее время развивается Khaled Hosny.
Изначально разрабатывалась только для Mac OS X. Теперь доступна для всех основных платформ.
Имеет встроенную поддержку Unicode. Предполагается, что входной файл имеет кодировку UTF-8.

## Особенности
может использовать любые шрифты, установленные в данной ОС, без настройки шрифтов TeX.
Это позволяет использовать:
- технологии OpenType (включая локализацию и расширения), AAT[англ.] и Graphite как альтернативные глифам и свошам;
- настраиваемые исторические лигатуры;
- изменение ширины шрифта.

Также возможна вёрстка математики с использованием Unicode-шрифтов, содержащих математические расширения.
Можно использовать Cambria Math как альтернативу стандартной верстке формул.

## Пример
Далее опишем пример.
В целях читаемости он разбит на несколько кусков.
Если объединить все, получится полноценный ΤΕΧ файл.
Сбоку можно найти миниатюру результата выполнения такого файла в .
В самом конце примера — SVG файл, показывающий тот же самый результат.
Было успешно скомпилировано xelatex’ом из пакета MikTeX.

### Преамбула
```
\documentclass
{
article
}
		

\usepackage
{
polyglossia
}
   
%% загружает пакет многоязыковой вёрстки

\setdefaultlanguage
{
russian
}
  
%% устанавливает главный язык документа

    
%\setdefaultlanguage[babelshorthands=true]{russian}  %% вместо предыдущей строки; доступны команды из пакета babel для русского языка

\setotherlanguage
{
english
}
 
%% объявляет второй язык документа

\defaultfontfeatures
{
Ligatures=
{
TeX
}
,Renderer=Basic
}
  
%% свойства шрифтов по умолчанию. Для XeTeX опцию Renderer=Basic можно не указывать, она необходима для LuaTeX

\setmainfont
[Ligatures={TeX,Historic}]
{
CMU Serif
}
 
%% задаёт основной шрифт документа

\setsansfont
{
CMU Sans Serif
}
                    
%% задаёт шрифт без засечек

\setmonofont
{
CMU Typewriter Text
}
               
%% задаёт моноширинный шрифт

```

- Пакет многоязыкой вёрстки polyglossia подгружает шаблоны переноса. Он необходим, если в одном документе используются несколько языков; polyglossia заменяет пакет babel[3], который имеет те же функции, но, начиная с версии 3.9, может использоваться с любым из существующих компиляторов, включая TeX, PdfTeX, XeTeX и LuaTeX. Приведенный выше пример должен быть изменён, если используется пакет babel[3]:

```
\documentclass
{
article
}
		

\usepackage
[english,russian]
{
babel
}
   
%% загружает пакет многоязыковой вёрстки

\defaultfontfeatures
{
Ligatures=
{
TeX
}
,Renderer=Basic
}
  
%% свойства шрифтов по умолчанию

\babelfont
{
rm
}
[Ligatures=
{
TeX,Historic
}
]
{
CMU Serif
}
 
%% задаёт основной шрифт документа

\babelfont
{
sf
}{
CMU Sans Serif
}
                    
%% задаёт шрифт без засечек

\babelfont
{
tt
}{
CMU Typewriter Text
}
               
%% задаёт моноширинный шрифт

```

- Пакет fontspec[4] подготавливает загрузку шрифтов OpenType, TrueType и др. Команды \setmainfont, \setsansfont, \setmonofont производят загрузку трёх основных шрифтов, которые в обычном LaTeX'е используются для печати текста командами \textrm, \textsf и \texttt. Декларация \defaultfontfeatures объявляет общие свойства всех шрифтов, загруженных после неё. В данном примере загружаются шрифты Computer Modern Unicode, которые включены во все современные дистрибутивы TeX'а, включая MiKTeX и TeX Live, а свойства шрифтов установлены так, чтобы максимально близко воспроизводить поведение обычного LaTeX'а. Вместо указанных шрифтов можно использовать любые другие, установленные в операционной системе компьютера.

### Основной текст

#### Псевдографика
Воспользуемся символами псевдографики:
```
\begin
{
document
}

\section
{
Возможности
}

\subsection
{
Немного псевдографики
}

Наличие таких возможностей хорошо иллюстрирует, 
что можно воспользоваться всеми возможностями шрифта

\begin
{
quote
}
\underline
{
 
\itshape
 Times New Roman:
}

	
\fontspec
{
Times New Roman
}{
 
		│ ┐ └ ┘ ├ ┤ ┬ ┴ ┼ ═ ║ ╒ ╓ ╔ ╕ ╖  ╗ ╘ ╙ ╚ ╛ ╜ ╝ ╞ ╟ ╠ ╡ ╢ ╣ ╤ ╥ ╦ ╧ ╨ ╩ ╪ ╫ ╬ ▀ ▄ 
		█ ▌ ░ ▒ ▓ ■ □ ▪ ▫ ▬ ▲ ► ▼ ◄ ◊ ○ ◌ ● ◘ ◙ ◦ ☺ ☻ ☼ ♀ ♂ ♠ ♣ ♥ ♦ ♪ ♫ ♯ 
	
}

\end
{
quote
}

```

#### Панграммы
Ниже с помощью панграммы
«Аэрофотосъёмка ландшафта уже выявила земли богачей и процветающих крестьян» тестируются шрифты.
При использовании некоторых PostScript шрифтов возникают проблемы с русскими символами.
```
\subsection
{
Многообразие шрифтов
}

Распишем панграммы:

\begin
{
quote
}
\underline
{
 
\itshape
 Mechanica:
}
 
	
\fontspec
{
Mechanica
}{
Аэрофотосъёмка ландшафта уже выявила земли богачей и процветающих крестьян.
}

\end
{
quote
}
 

\begin
{
quote
}
\underline
{
 
\itshape
 Comic Sans MS:
}
 
	
\fontspec
{
Comic Sans MS
}{
Аэрофотосъёмка ландшафта уже выявила земли богачей и процветающих крестьян.
}

\end
{
quote
}
 

\begin
{
quote
}
\underline
{
 
\itshape
 PragmaticaC:
}
 
	
\fontspec
{
PragmaticaC
}{
Аэрофотосъёмка ландшафта уже выявила земли богачей и процветающих крестьян.
}

\end
{
quote
}
 

\begin
{
quote
}
\underline
{
 
\itshape
 ZhikharevC:
}
 
	
\fontspec
{
ZhikharevC
}{
Аэрофотосъёмка ландшафта уже выявила земли богачей и процветающих крестьян.
}

\end
{
quote
}
 

\begin
{
quote
}
\underline
{
 
\itshape
 Europe:
}
 
	
\fontspec
{
Europe
}{
Аэрофотосъёмка ландшафта уже выявила земли богачей и процветающих крестьян.
}

\end
{
quote
}
 

\begin
{
quote
}
\underline
{
 
\itshape
 IzhitsaC:
}
 
	
\fontspec
{
IzhitsaC
}{
Аэрофотосъёмка ландшафта уже выявила земли богачей и процветающих крестьян.
}

\end
{
quote
}

```

#### Unicode
Напишем определение слова Википедия на разных языках.
Обратите внимание, что транскрипция набрана непосредственно в Unicode.
```
\subsection
{
Многообразие Языков
}

\subsubsection
{
Русский
}
  
Википе́дия (англ. Wikipedia, произносится /ˌwɪkɪˈpiːdɪə/)
—  свободная общедоступная многоязычная универсальная энциклопедия, 
поддерживаемая некоммерческой организацией 
«Фонд Викимедиа».

\subsubsection
{
Türkmençe
}
 
%% Туркменский

Wikipedia birnäçe dilde 2001-nji ýylda ýazylmaga başlandy. 
Örän gysga wagtyň içinde ol tanymal webtaslamasy boldy. 
Iňlis dilinde 2.8 million, beýleki dillerde bolsa 
12 milliondan gowrak makala neşir edildi.

\subsubsection
{
Ελληνικά
}
  
%% Греческий

Η Βικιπαίδεια (ο όρος προήλθε από το Αγγλικό Wikipedia σε ελεύθερη μεταγραφή) 
είναι μία διεθνής, ελεύθερου περιεχομένου, 
εξελισσόμενη δια συνεργασίας εγκυκλοπαίδεια, 
η οποία βρίσκεται στη διεύθυνση http://www.wikipedia.org στο διαδίκτυο. 

\end
{
document
}

```

### Вывод
Результат будет иметь вид:

## Дополнительные возможности
Отдельной интересной особенностью является возможность использовать русскоязычные команды и макро-определения (в преамбуле) (к использованию не рекомендуется):
```
\newcommand
{
\и
кс
}{
$
x
$
}

\newcommand
{
\и
грек
}{
$
y
$
}

\newcommand
{
\з
ет
}{
$
z
$
}

\newcommand
{
\ц
итата
}
[1]
    
{
 
        
\begin
{
quote
}
 
            
\textcolor
{
gray
}{
#1
}
 
        
\end
{
quote
}
 
    
}

```

### Документация по связанным пакетам
- fontspec (англ.)
- babel (англ.)
- babel-russian (англ.)
- polyglossia (англ.)
- xltxtra (англ.)

### Учебные пособия, статьи
- David J. Perry. Creating Scholarly Multilingual Documents Using Unicode, OpenType, and XeTeX. — 2010.